# Hassan Yazdani
Hassan Aliazam Yazdani Cherati (in persiano حسن یزدانی چراتی‎; Juybar, 26 dicembre 1994) è un lottatore iraniano, specializzato nella lotta libera.
È stato campione olimpico nel torneo dei 74 kg a Rio de Janeiro 2016 e iridato per tre volte a Parigi 2017, Nur-Sultan 2019 e Oslo 2021 nella categoria -86 kg. Ai Giochi olimpici di Tokyo 2020 e Parigi 2024 ha ottenuto l'argento nella lotta libera 86 kg.

## Biografia
All'età di ventun anni, ha rappresentato l'Iran ai Giochi olimpici estivi di Rio de Janeiro 2016 vincendo il torneo della lotta libera 74 kg, superando l'haitiano Asnage Castelly ai sedicesimi, il turco Soner Demirtaş ai quarti, il kazako Galymzhan Usserbayev in semifinale ed il russo Aniuar Geduev in finale.
Ai mondiali di Parigi 2017 si è aggiudicato la medaglia d'oro nel torneo degli -86 chilogrammi, dopo aver sconfitto in finale lo slovacco Boris Makoev.

## Palmarès
- Giochi olimpici

Rio de Janeiro 2016: oro nella lotta libera 74 kg.
Tokyo 2020: argento nella lotta libera 86 kg.
Parigi 2024: argento nella lotta libera 86 kg.
- Mondiali

Las Vegas 2015: argento nei 70 kg.
Parigi 2017: oro negli 86 kg.
Budapest 2018: bronzo negli 86 kg.
Nur-Sultan 2019: oro negli 86 kg.
Oslo 2021: oro negli 86 kg.
Belgrado 2022: argento negli 86 kg.
Belgrado 2023: argento negli 86 kg.
- Giochi asiatici

Giacarta 2018: oro negli 86 kg.
- Campionati asiatici

Bişkek 2018: oro negli 86 kg.
Almaty 2021: oro negli 86 kg.
- Giochi della solidarietà islamica

Baku 2017: oro negli 86 kg.